# فيفورت (فرقة)
فيفوريت أو Favorite  (هانغل: 페이버릿) هي فرقة فتيات كورية جنوبية أنشئت من قبل شركة استوري إنتيرتيمنت في 2017. ترسموا في 5 يوليو 2017 مع My Favorite. 

## الأعضاء
- Saebom (새봄) سايبوم
- Seoyeon (서연) سيويون
- Gaeul (가을) غايول
- Sukyung (수경) سوكيونغ
- Junghee (정희) جونغهي
- Ahra (아라) أهرا

## الألبومات

### الألبومات المصغرة
| العنوان                 | تفاصيل الألبوم | Peak chart positions | المبيعات        |
| العنوان                 | تفاصيل الألبوم | KOR                  | المبيعات        |
| ----------------------- | --- | -------------------- | --------------- |
| My Favorite             | - تاريخ الإصدار: 5 يوليو 2017 - الشركة: A Story Entertainment, Genie Music - الشكل: CD، digital download Track listing 1. Hello 2. Party Time 3. My Day 4. With All My Strength (온 힘을 다해) | 26                   | - كوريا: 1,037+ |
| Love Loves To Love Love | - تاريخ الإصدار: 10 مايو 2018 - الشركة: A Story Entertainment, Genie Music - الشكل: CD، digital download Track listing 1. It's mine 2. Where are you from? 3. LIAR 4. Heart Signal (심장 신호) | 35                   | سيُعلن لاحقاً     |

### الأغاني
| العنوان                                  | السنة | Peak chart positions | المبيعات (DL) | الألبوم                 |
| العنوان                                  | السنة | KOR                  | المبيعات (DL) | الألبوم                 |
| ---------------------------------------- | ----- | -------------------- | ------------- | ----------------------- |
| "Party Time"                             | 2017  | —                    | —             | My Favorite             |
| "Where are you from?"                    | 2018  | —                    | —             | Love Loves To Love Love |
| "—" denotes releases that did not chart. |       |                      |               |                         |

## روابط خارجية
- فيفورت على موقع ميوزك برينز (الإنجليزية)